# Роуч, Пэт
Фрэнсис Пэтрик «Пэт» Роуч (англ. Francis Patrick Roach; 19 мая 1937, Бирмингем, Уорикшир, Англия — 17 июля 2004, Бромсгров, Западный Мидленд) — английский актёр и рестлер.

## Биография
Фрэнсис родился 19 мая 1937 года в Бирмингеме. Перед тем, как Роуч попал в кино, он был известным борцом. После начала его актерской карьеры он продолжал бороться под именем Пэт «Бомбер» Роуч, а ранее был выставлен как «Биг» Пэт Роуч. Он удерживал британский и европейский чемпионские пояса чемпионата по реслингу в тяжелом весе. Имел рост 1,96 метра и вес 125 килограммов.
Он дебютировал как вышибала в фильме «Заводной апельсин» (1971). Затем он изобразил скандалиста по имени Тул в фильме «Барри Линдон» (1975). Роуч пользовался большим успехом как мускулистый второстепенный персонаж, в том числе в роли Гефеста в фильме «Битва титанов» (1981) и в роли предводителя разбойников Брайтага в фильме «Рыжая Соня» (1985). В 1983 году Пэт был задействован в роли наёмного убийцы в очередном фильме «бондианы» «Никогда не говори „никогда“» и провёл там эффектный поединок с Шоном Коннери. Пожалуй, наиболее заметными из его ролей были генерал Кэл в фильме «Уиллоу» (1988), кельтский вождь в фильме «Робин Гуд: Принц воров» (1991), а также маг Тот Амон и его чудище в фильме «Конан-разрушитель» (1984).
В серии фильмов «Индиана Джонс» Роуч появился в ролях нескольких персонажей. В фильме «Индиана Джонс: В поисках утраченного ковчега» (1981) Роуч играл здоровенного шерпа в непальском баре и жестокого немецкого механика, который отправляется на тот свет с помощью пропеллера германского самолета на взлетно-посадочной полосе в Египте. Таким образом, он имел редкую возможность быть убитым два раза в одном фильме. В фильме «Индиана Джонс и храм судьбы» (1984) Роуч сыграл злого туга, главного охранника. Роуч появился в следующем фильме серии «Индиана Джонс и последний крестовый поход» (1989) лишь кратко в качестве офицера Гестапо.
Роуч появляется в сериале Auf Wiedersehen, Pet, как Брайан «Бомбер» Бесбридж, где он — каменщик, который появляется во всех четырех сериях, но умер до окончательного завершения съемок.
Роуч умер в июле 2004 года после продолжительной борьбы с раком горла.

## Избранная фильмография
Полную фильмографию см. в английском разделе.

| Год        |   | Русское название                             | Оригинальное название                | Роль                        |
| ---------- | - | -------------------------------------------- | ------------------------------------ | --------------------------- |
| 1971       | ф | Заводной апельсин                            | A Clockwork Orange                   | вышибала молочного бара     |
| 1975       | ф | Барри Линдон                                 | Barry Lyndon                         | Тул — солдат в кулачном бою |
| 1981       | ф | Индиана Джонс: В поисках утраченного ковчега | Raiders of the Lost Ark              | гигантский шерп / механик   |
| 1981       | ф | Битва титанов                                | Clash of the Titans                  | Гефест                      |
| 1983       | ф | Никогда не говори «никогда»                  | Never Say Never Again                | Липпо                       |
| 1983 —1986 | с | Прощайте, привычки                           | Auf Wiedersehen, Pet                 | Брайан «Бомбер» Басбридж    |
| 1984       | ф | Индиана Джонс и храм судьбы                  | Indiana Jones and the Temple of Doom | начальник охраны            |
| 1984       | ф | Конан-разрушитель                            | Conan the Destroyer                  | Человек-обезьяна / Тот-Амон |
| 1985       | ф | Рыжая Соня                                   | Red Sonja                            | Брайтаг                     |
| 1988       | ф | Уиллоу                                       | Willow                               | генерал Кайл                |
| 1989       | ф | Индиана Джонс и последний крестовый поход    | Indiana Jones and the Last Crusade   | гестаповец                  |
| 1991       | ф | Робин Гуд: Принц воров                       | Robin Hood: Prince of Thieves        | кельтский вождь             |
| 1995       | с | Чисто английское убийство                    | The Bill                             | Рег Уоррен                  |
| 2002 —2004 | с | Прощайте, привычки                           | Auf Wiedersehen, Pet                 | Брайан «Бомбер» Басбридж    |